# Vaux-les-Prés
Vaux-les-Prés korábbi község (település) Franciaországban, Doubs megyében. 2017. január 1-jén Chemaudin községgel egyesült és Chemaudin et Vaux új község része lett.
Lakosainak száma 362 fő (2013). Vaux-les-Prés Champagney, Champvans-les-Moulins, Chemaudin, Franois, Mazerolles-le-Salin, Serre-les-Sapins és Villers-Buzon községekkel határos.

## Népesség
A település népessége az elmúlt években az alábbi módon változott:
| Lakosok száma | 136  | 183  | 223  | 251  | 345  | 358  | 356  | 362  |
|               | 1968 | 1975 | 1982 | 1990 | 1999 | 2006 | 2011 | 2013 |